# دیل‌بیلمز (کلیبر)
دیل‌بیلمز (به فارسی: دلاوران) یکی از روستاهای استان آذربایجان شرقی است که در دهستان آبش‌احمد بخش آبش‌احمد شهرستان کلیبر واقع شده‌است. در اصل نام این روستا باغلی بوده که بعداً به این نام تغییر یافته است